# Seumeureung
Seumeureung is een bestuurslaag in het regentschap Aceh Besar van de provincie Atjeh, Indonesië. Seumeureung telt 549 inwoners (volkstelling 2010).